# 俞曙霞
俞曙霞（1939年2月—），浙江台州人，生于上海，中华人民共和国数学家、数学教育家、政治人物，广西大学教授、原副校长，曾任广西壮族自治区政协副主席，中国民主促进会中央委员会常务委员。